# 三宅俊光
三宅 俊光（みやけ としみつ）は、日本の総務官僚。内閣府大臣官房審議官や、財務省大臣官房審議官、総務省大臣官房総括審議官、総務省政策統括官等を経て、総務省行政管理局長。

## 人物・経歴
三重県伊勢市出身。伊勢市立厚生小学校、三重県立伊勢高等学校を経て、1985年 中央大学法学部卒業、総理府入庁。総務省行政評価局評価監視官等を経て、2011年 総務省行政評価局総務課長。2013年総務省大臣官房秘書課長。2014年 内閣府大臣官房審議官、地方分権改革推進室次長。
2016年 総務省大臣官房審議官、財務省大臣官房審議官。2017年 総務省大臣官房総括審議官（広報・政策企画担当）。同年から総務省政策統括官（統計基準担当）、（恩給担当）、統計改革実行推進室長を務め、毎月勤労統計調査不正調査問題を受け、基幹統計の点検にあたり、記者会見で「重大な事案はなかった」との説明を行った。
2019年7月5日 総務省行政管理局長。2020年7月20日 辞職。2021年4月1日 総務省行政不服審査会第3部会部会長（常勤）。